# ذاكرة الأفيال
ذاكرة الأفيال أو الأفيال تستطيع أن تتذكر (بالإنجليزية: Elephants Can Remember)‏، رواية تحقيق من تأليف أجاثا كريستي، نشرت لأول مرة في المملكة المتحدة عام 1972، وفي الولايات المتحدة في العام التالي مع الحفاظ على نفس عنوان الرواية الأصلي.
يظهر في الرواية المحقق البلجيكي هيركول بوارو والكاتبة أريادني أوليفر وهي الرواية الأخيرة لأغاثا كريستي التي تجمع بين الشخصيتين.

## ملخص القصة
خلال غداء أدبي، تطلب السيدة بورتون-كوكس من أريادني أوليفر ان تتقصى في قضية تخص خطيبة ابنها، سيليا رافنزكروفت، التي كانت اريادني عرباتها وصديقة والدتها مارجريت رافنزكروفت، وكان سؤال السيدة بورتون-كوكس إلى السيدة أوليفر: هل والدة سيليا هي التي قتلت والدها؟ام والدها هو الذي قتل والدتها؟
تعود هذه القضية إلى عشر سنوات مضت، عندما وجدت جثتي الجنرال إليستر رافنزكروفت وزوجته مارجرت قرب منزلهم في أوفركليف، ولم يستطع التحقيق الذي جرى حينها أن يفصل في كون ما حدث جريمة قتل أم حادثة انتحار مزدوجة، وقد ترك الزوجين وراءهما طفلين، أحدهما سيليا.السؤال الذي طرحته السيدة بورتون-كوكس أعاد إلى ذاكرة السيدة أوليفر هذه الواقعة، وتقرر، بعد الالتقاء بسيليا، أن تعيد التحقيق في القضية لاكتشاف الحقيقة، وهذا بمساعدة صديقها هيركيول بوارو، ويعيدان استجواب الشهود، شهود من المستحسن أن تكون لهم ذاكرة أفيال، لأن المثل يقول أن: الأفيال لا تنسى.
يثير اهتمام بوارو بعد سلسلة الاستجوابات أمرين: الأول أن مارجريت رافنزكروفت كانت تمتلك أربع باروكات (أي شعر مستعار) والطبيعي هو أن تمتلك اثنيتن، والثاني هو أنها قبل بضعة أيام من موتها، تعرضت إلى هجمات من قبل كلب العائلة، الذي من المفروض أنه يألفها جيدا ولا يقوم أبدا بعضها.
يقرر بوارو أن يغوص في أعماق الماضي لحل هذه القضية، فيكتشف أنه كانت للسيدة مارجريت أخت توأم، دولي (دروثيا)، التي توفيت قبل بضعة أسابيع فقط من وفاة أختها مارجريت، وبينما كانت مارجريت تحيى حياة طبيعية، كانت دوروثيا تعاني من اضطرابات نفسية. أما فيما يخص خطيب سيليا، دزموند بورتون-كوكس، يكتشف بوارو أنه طفل متبنى وليس الابن الحقيقي للسيدة بورتون-كوكس، وأن أمه الحقيقية هي راقصة اسمها كاثرين فانن، وقد تركت هذه الأخيرة لابنها ثروة معتبرة يستطيع استعمالها في حالة زواجه، ويستنتج بوارو أن السبب الحقيقي لسعي السيدة بورتن-كوكس لتعطيل الزواج هو منع ابنها المتبنى من أخذ ثروته، لأنه في حالة عدم زواجه ووفاته، تلك الثروة تعود إليها، ويفكر بوارو في أنها تخطط لقتله لأخذ ماله.
يقتنع بوارو بأن الحقيقة لن تكون إلا عند مدربة منزل عائلة رافنوكروفت، زيلي موهورات، التي تقرر العودة من لوزان إلى انجلترا، وإخبار ديزموند وسيليا بالحقيقة وهي أن دولي (دوروثيا) كانت تقضي فترة نقاهة في بيت أختها مارجريت، وفي أحد الأيام قامت بدفعها عن الجرف، وهذا راجع إلى حالتها النفسية المضطربة ما أدى إلى موتها، لكن وصية مارجريت قبيل موتها لزوجها كانت أن يقوم بحماية أختها وأن لا يسلمها للعدالة، إذن المرأة التي ماتت قبل أسابيع من حادثة الموت المزدوجة كانت مارجريت وليست دوروثيا. ينفذ زوجها وصيتها بحماية أختها وتقوم دولي بأخذ مكان مارجريت لأنها أختها التوأم ولا أحد سيلاحظ الفرق، ماعدا كلب العائلة الذي عرف أن دولي ليست نفسها صاحبته الأصلية، وهذا هو سبب قيامه بعضها مرارا. لكن إليستر يخاف من أن تقوم دوروثيا بإيذاء أشخاص آخرين مثلما فعلت مع أختها، فيقرر قتلها، ثم ينتحر هو الآخر.
بعد معرفتهما لهذه الحقيقة التعيسة، يقرر دزموند وسيليا مواصلة حياتها مع بعد أن انكشفت كل حقائق ألغاز الماضي.

## الشخصيات
- هيركيول بوارو: المحقق البلجيكي.
- أريادني أوليفر: كاتبة مشهورة.
- المفتش غارواي: كان مسئولا عن التحقيق في قضية مأساة رافنزكروفت، وحاليا هو متقاعد.
- المفتش سبنس: رجل شرطة متقاعد، هو الآخر كانت له علاقة بالتحقيق في القضية.
- سيليا رافنزكروفت: ابنة الضحيتين، وابنة اريادني اوليفر بالمعمودية.
- دزموند بورتون-كوكس: خطيب سيليا.
- السيدة بورتن-كوكس: والدة دزموند بالتبني.
- الدكتور ويلوفبي: طبيب نفسي مهتم بدراسة الحالة النفسية للتوائم، كان مسئولا عن علاج دوروثيا (دولي).
- الآنسة روسل: مدبرة منزل عائلة رافنزكروفت.
- الآنسة زيلي موهورات: مدبرة منزل عائلة رافنزكروفت.

## الاقتباس
تم تحويل الرواية إلى إحدى حلقات مسلسل "أغاثا كريستي بوارو" عام 2013 من بطولة ديفيد سيجت بدور هيركيول بوارو، مع بعض التعديلات والإضافات.

## العناوين العالمية
أغلبها لها نفس فحوى العنوان الأصلي، مثل: «الأفيال لا تنسى»، «للأفيال ذاكرة جيدة»، «الأفيال تتذكر كل شيء».

## الترجمة العربية
- ذاكرة الأفيال - دار الأجيال للنشر.[2]
- الافيال تستطيع أن تتذكر - مكتبة جرير.[3]
- قام الاديب الراحل عمر عبد العزيز أمين بترجمة الرواية تحت عنوان «السر الرهيب» ونشرت من دار ميوزيك للطبع والنشر. وتحمل الرواية الرقم (48) ضمن السلسلة.[4]

## وصلات خارجية
- معلومات حول الرواية في الموقع الرسمي لأغاثا كريستي (باللغة الإنجليزية).
- معلومات حول حلقة المسلسل «أغاثا كريستي بوارو» المقتبسة من الرواية (باللغة الإنجليزية).
- معلومات حول الرواية في الموقع الرسمي لدار الأجيال (باللغة العربية).